# Abies cilicica
Abies cilicica là một loài thực vật hạt trần trong họ Thông. Loài này được (Antoine & Kotschy) Carrière miêu tả khoa học đầu tiên năm 1855.